# Good King Bad
Albums de George Benson
In Concert-Carnegie Hall
(1976) Benson & Farrell
(1976)
Good King Bad est le treizième album studio du guitariste et chanteur de jazz américain George Benson, sorti en 1976 chez CTI Records.
L'album est enregistré au studio Van Gelder à Englewood Cliffs les 1er (titre 3) et 8 juillet (titre 6), 9 octobre (titre 7) et les 4 (titres 1 et 2) et 5 décembre 1975 (titres 4 et 5). Il est produit par Creed Taylor. 
En 1982, l'album est réédité par CTI Records aux États-Unis et en Espagne sous le titre Cast Your Fate to the Wind,. La première édition en CD est sortie par CBS Records en 1989.

## Accueil critique
Dans la critique d'AllMusic, il est écrit : « Les éléments R&B sont plus forts, le son et le mixage sont plus adaptés à la piste de danse, mais cela fait ressortir le meilleur du côté funk de George Benson. Grâce en partie au rythme plus rigide, Benson réduit son style à l'essentiel sur le plan rythmique, refusant d'éparpiller les notes au hasard, ce qui fait que le disque se cuisine et se danse ».

## Liste des titres
| 1. | Theme from Good King Bad       | David Matthews    | 6:03 |
| 2. | One Rock Don't Make No Boulder | Matthews          | 6:50 |
| 3. | Em                             | Philip Manamworth | 4:56 |

| Face B | Face B                     | Face B           | Face B | Face B | Face B | Face B | Face B | Face B | Face B |
| No     | Titre                      | Auteur           | Durée  |        |        |        |        |        |        |
| ------ | -------------------------- | ---------------- | ------ | ------ | ------ | ------ | ------ | ------ | ------ |
| 4.     | Cast Your Fate to the Wind | Vince Guaraldi   | 7:00   |        |        |        |        |        |        |
| 5.     | Siberian Workout           | Matthews         | 6:45   |        |        |        |        |        |        |
| 6.     | Shell of a Man             | Eugene McDaniels | 5:17   |        |        |        |        |        |        |
| 36:51  |                            |                  |        |        |        |        |        |        |        |

| Titre bonus de la réédition CD | Titre bonus de la réédition CD                                             | Titre bonus de la réédition CD | Titre bonus de la réédition CD | Titre bonus de la réédition CD | Titre bonus de la réédition CD | Titre bonus de la réédition CD | Titre bonus de la réédition CD | Titre bonus de la réédition CD | Titre bonus de la réédition CD |
| No                             | Titre                                                                      | Auteur                         | Durée                          |                                |                                |                                |                                |                                |                                |
| ------------------------------ | -------------------------------------------------------------------------- | ------------------------------ | ------------------------------ | ------------------------------ | ------------------------------ | ------------------------------ | ------------------------------ | ------------------------------ | ------------------------------ |
| 7.                             | Hold On! I'm Comin' (publié à l'origine sur la compilation Space en 1978.) | - Isaac Hayes - David Porter   | 5:44                           |                                |                                |                                |                                |                                |                                |
| 42:35                          |                                                                            |                                |                                |                                |                                |                                |                                |                                |                                |

## Crédits
- George Benson – guitare, chant
- Eric Gale – guitare (1–5)
- Don Grolnick – clavinet (1, 2)
- Bobby Lyle – claviers (1, 2, 4, 5)
- Roland Hanna – claviers (3)
- Ronnie Foster – claviers (6)
- Gary King – basse électrique, arrangements rythmiques (3, 6)
- Andy Newmark – batterie (1, 2, 4, 5)
- Steve Gadd – batterie (3)
- Dennis Davis – batterie (6)
- Sue Evans – percussion
- David Friedman – vibraphone (1, 4, 6)
- Joe Farrell – flûte (1, 2, 4, 5)
- Romeo Penque – flûte  (3, 6)
- David Tofani – flûte (3, 6)
- David Sanborn – saxophone alto (1)
- Michael Brecker – saxophone ténor (1)
- Frank Vicari – saxophone (1, 2, 4, 5)
- Ronnie Cuber – saxophone baryton  (1, 2, 4, 5)
- Fred Wesley – trombone
- Randy Brecker – trompette (1)
- David Matthews – arrangements
- Bob James – chef d'orchestre
- Charles McCracken, Alan Shulman – violoncelle
- Harold Coletta, Theodore Israel – alto
- Max Ellen, Paul Gershman, Harry Glickman, Emanuel Green, Harold Kohon, David Nadien, John Pintavalle, Max Pollikoff – violon

Production
- Creed Taylor – producteur
- Rudy Van Gelder – ingénieur du son
- Rene Schumacher – conception de l'album
- Pete Turner – photographie
- Leonard Feather  – notes d'accompagnement

## Classements
| Classement (1976)            | Meilleure position |
| ---------------------------- | ------------------ |
| États-Unis (Billboard 200)   | 51                 |
| États-Unis (Top Jazz Albums) | 3                  |
| États-Unis (Top Soul LPs)    | 18                 |